# Oxycoleus bicolor
Oxycoleus bicolor är en skalbaggsart som först beskrevs av Julius Melzer 1935.  Oxycoleus bicolor ingår i släktet Oxycoleus och familjen långhorningar.
Artens utbredningsområde är:
- Costa Rica.
- Honduras.

Inga underarter finns listade i Catalogue of Life.